# Björn Waldegård
Björn Waldegård (Solna, Provincia de Estocolmo; 12 de noviembre de 1943 - 29 de agosto de 2014) fue un piloto de rally sueco que compitió en diferentes competiciones principalmente en el Campeonato del Mundo. Fue campeón del mundo en 1979, siendo el primer piloto en hacerlo, ya que hasta entonces sólo existía el Campeonato de Constructores. Asimismo, finalizó tercero en el campeonato de pilotos de 1980 y cuarto en 1986. Durante su trayectoria en el mundial, entre 1973 y 1992, participó en 95 pruebas, logró 16 victorias y 35 podios.
Fue piloto oficial de BMW, Lancia, Ford y Toyota. Aún mantiene el récord personal al ser el piloto de mayor edad en ganar una prueba (con 46 años y 155 días), el Rally Safari de 1990, prueba que volvió a correr en 1991 cuando ya estaba medio retirado de la competición profesional.
Antes de la aparición del certamen mundial, Waldegård participó en diversas pruebas internacionales como Rally de Suecia, donde logró cinco victorias, tres de ellas cuando la prueba aún no formaba parte del mundial, o el Rally Safari donde venció en cuatro ocasiones y en el Rally de Montecarlo con dos triunfos. Su principal copiloto fue Hans Thorszelius, aunque compitió con otros siete copilotos. 
Participó además en otras disciplinas automovilísticas como el Campeonato de Europa de Rallycross entre 1972 y 1978 el Rally Dakar o rally de históricos, como el Rally Safari de Clásicos o el Rally de Históricos de Ypres.

## Trayectoria
De joven comenzó a presenciar carreras junto a su padre y uno de los primeros vehículos que condujo fue un Volkswagen Escarabajo con el que participó en una prueba local en 1962 donde terminó en octava posición. Con el mismo coche logró su primera victoria en el Rally Gastabudstrofen. Al año siguiente participó en el Rally de Suecia finalizando en la tercera posición esta vez con un Volkswagen 1500 S. En 1968 participó en el campeonato sueco con un Porsche 911 cedido por la marca con el que logró vencer tanto en el certamen como en el Rally de Suecia.
Al año siguiente participó en el Rally de Montecarlo donde logró la victoria a pesar de un problema que le hizo perder más de cuatro minutos y en el Rally de Suecia donde volvió a ganar, a pesar de haber sufrido una rotura en la caja de cambios. En 1970 de nuevo con el 911 venció en Montecarlo, Suecia y Austria. En Mónaco se impuso frente a su compañero Larrouse y al francés Jean Pierre Nicolas que pilotaba un Alpine Reanult A-110, y en su casa logró la tercera victoria consecutiva imponiéndose a su compatriota Stig Blomqvist con una ventaja de más de veintitrés minutos. En Austria tuvo como copiloto a Lars Nystrom que sustituyó a Lars Helmer. Estas tres victorias contribuyeron notablemente para que Porsche se hiciese con el título en el Campeonato Internacional de Marcas a pesar de haber sufrido dos abandonos por avería en el Acrópolis y en el RAC.
En 1971 Hans Thorszelius se convirtió en su copiloto que le acompañaría durante años. La marca alemana decidió ceder a Waldegard el nuevo Porsche 914/6 de motor central, sin embargo el sueco no supo adaptarse a él y solo consiguió subirse a la tercera plaza en Montecarlo. Tras este resultado participó en Suecia y en el RAC -donde tuvo que inscribirse como privado debido al desinterés de la marca alemana- con el 911 donde solo pudo ser cuarto y segundo respectivamente. Al año siguiente sufrió un accidente en el Montecarlo y destrozó la suspensión por lo que se vio obligado a abandonar. Participó en Suecia, esta vez segundo por detrás de Blomqvist que ya había vencido el año anterior, y en el Acrópolis donde casi logra la victoria, pero tuvo que abandonar por rotura en el motor. Ese año Porsche decidió abandonar la competición por lo que Waldegård se quedó sin equipo.

### Campeonato del Mundo
En 1973, recién creado el campeonato del mundo, Waldegård realizó un programa de nueve pruebas con varios coches. En Montecarlo con el Fiat 124 Abarth abandonó, en Suecia con el Volkswagen 1303S fue sexto, en Portugal de nuevo con el 124 también abandonó, al Safari acudió con el Porsche 911 donde tampoco acabaría y en Marruecos fue sexto con el 124. Las últimas cuatro citas las disputó con un BMW 2002 con el que logró como mejor resultado un cuarto en los Alpes Austríacos. En Grecia abandonó, en San Remo fue 51.º y en el RAC se inscribió como piloto oficial de BMW donde sufrió una salida en el mismo sitio que Markku Alén, pero pudo regresar a la carretera ayudado por el público y terminar en la séptima posición. En 1974 disputó solamente cuatro pruebas, de nuevo como privado y alternando varios vehículos. En Portugal abandonó con un Toyota Celica, en el Safari fue segundo con el 911, en Finlandia (copilotado por Arne Hertz) décimo con un Opel Ascona y en Gran Bretaña fue cuarto con un Toyota Corolla.

#### Lancia (1975-1976)
En 1975 Lancia lo ficha donde compitió con el Lancia Stratos y teniendo como compañero al italiano Sandro Munari. Con el Stratos logró vencer de nuevo en Suecia, fue tercero en el Safari, en el Acrópolis abandonó por avería. Acudió a Portugal y Marruecos, donde compitió como privado y donde sufrió sendos abandonos compitiendo con un Fiat 124 y con un Toyota Corolla. En el Rally de San Remo, de nuevo con Lancia, logró su segunda victoria en el mundial y en Gran Bretaña vivió un momento agridulce. Cuando lideraba la carrera con el Stratos, y a punto de poner fin al dominio del Ford Escort RS 1600 en la prueba inglesa, la dirección del coche se rompió y perdió más de una hora por lo que fue excluido. Fuera ya de carrera, el equipo pidió a la organización que permitiese a Waldegard seguir corriendo sin entrar en la clasificación final. El sueco salió a los tramos con un Stratos dañado, y sin la parte trasera, y marcó el mejor tiempo en cuarenta y cuatro de los que faltaban por disputarse. De no haber sido descalificado, su ritmo en carrera le hubiese valido para progresar de la posición 120.ª a la séptima. Al año siguiente participó en el Montecarlo donde tuvo que conformarse con la segunda posición, debido a la decisión de Cesare Fiorio, el jefe de equipo, que dio órdenes al piloto sueco para que ganase la prueba su compañero Munari. Posteriormente Waldegard sumó tres abandonos consecutivos (Suecia, Safari y Acrópolis) y en San Remo de nuevo volvió a sufrir las órdenes de Fiorio. A falta de un tramo, el sueco aventajaba a Munari en cuatro segundos, el mismo que el jefe hizo retener en la salida con la excusa de que pelearan por la victoria con las mismas opciones. Waldegard atacó fuertemente se llevó la victoria y esa misma noche decidió abandonar el equipo. En la última prueba, Gran Bretaña, participó con un Ford Escort RS1800 privado finalizando tercero y por delante de su excompañero Munari.

#### Ford (1977-1979)

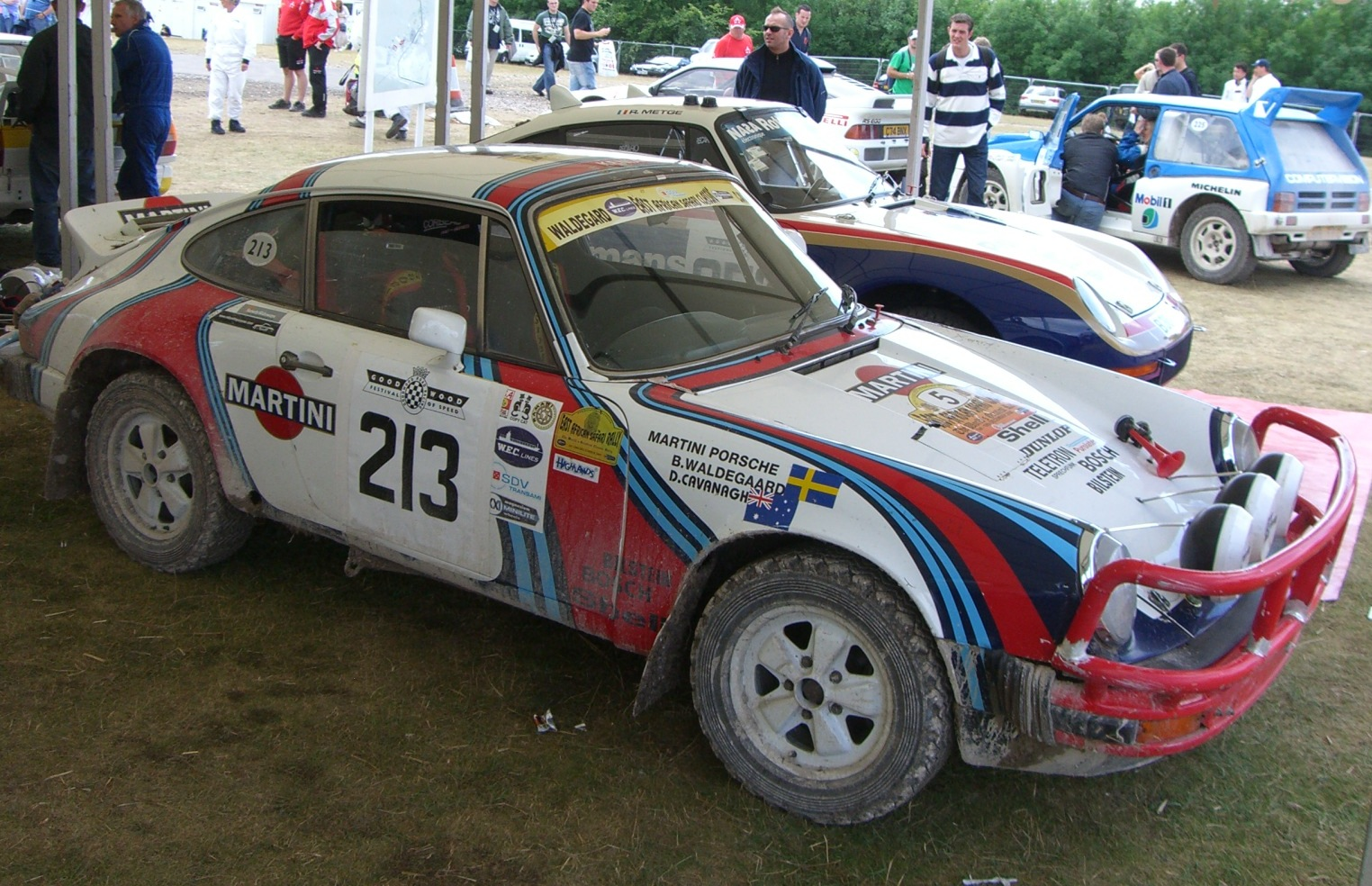
Porsche 911 con el que Waldegård disputó el Safari de 1978 donde terminó cuarto.

En 1977 fichó por Ford y realizó un programa de seis pruebas con el Escort con el que logró buenos resultados y sin sumar ningún abandono. Fue segundo en Portugal, venció en el Safari y el Acrópolis, fue tercero en Finlandia y en el San Remo fue quinto. La última prueba del año, Gran Bretaña, se saldó con la tercera victoria del año, hecho que no bastó para que Ford se llevase el campeonato de constructores, puesto que terminó segunda por detrás de Fiat con solo cuatro puntos de ventaja. Al año siguiente solo compitió cuatro pruebas, una de ellas como privado. Venció en Suecia, fue cuarto en el Safari con el Porsche 911, abandonó en Portugal y fue segundo en Gran Bretaña.
Campeón del mundo
En 1979 y recién creado el certamen de pilotos, el equipo decidió afrontar ambos campeonatos contando con Walgedar y Hannu Mikkola como pilotos. En la primera cita, Montecarlo, Walgedard logró terminar en la segunda posición aunque la victoria estuvo muy cerca. A falta de pocos tramos y cuando lideraba la carrera, la carretera comenzó a secarse y la nieve empezó a desaparecer por lo que el Stratos de Bernard Darniche se mostró muy fuerte sobre el asfalto seco y comenzó a remontar los seis minutos que llevaba de desventaja con respecto al sueco. Al final, una roca supuestamente colocada por algún aficionado dio al traste con las opciones de Walgedard de luchar por la victoria que le relegó a la segunda posición. En Suecia volvió a terminar segundo, en esta ocasión por detrás de Sitg Blomqvist, que lograba su quinta victoria en la prueba, y en Portugal, otro segundo puesto pero por detrás de su compañero de equipo, Mikkola, por lo que Ford se veía líder tanto del certamen de marcas como el de pilotos, con sus dos pupilos en las primeras posiciones. La cuarta cita del año era el Safari, donde ambos pilotos de Ford acudieron con un Mercedes Benz 450 SLC 5.0. Mikkola consiguió terminar en la segunda posición por detrás de Shekhar Mehta mientras que Walgedard era sexto. En el Acrópolis, por fin, llegó al primera victoria del año para el sueco, mientras que su compañero y rival no finalizaba, sin embargo en Nueva Zelanda Walgedar no participó y Mikkola venció lo que le valió situarse líder del campeonato. La siguiente prueba fue Finlandia donde Walgedard terminó en la tercera posición y Mikkola abandonó. Posteriormente en Canadá, donde Mikkola no participó, el sueco volvió a vencer y a recuperar el liderato perdido. A falta de cuatro pruebas, Ford se tomó un descanso y no acudió a las dos citas sobre asfalto, San Remo y Córcega, por lo que Waldegard disponía de dos opciones para proclamarse campeón, le bastaba con ser segundo en Gran Bretaña o Costa de Marfil. En el RAC solo pudo ser noveno al destrozar su coche contra el de un espectador y tuvo que jugársela en la prueba africana contra su compañero. Ambos partieron de nuevo con el Mercedes 450 y a pesar de la victoria de Mikkola, el sueco fue segundo por lo que se convirtió en el primer piloto campeón del mundo de rally. La temporada se saldó además con el título de constructores para Ford.

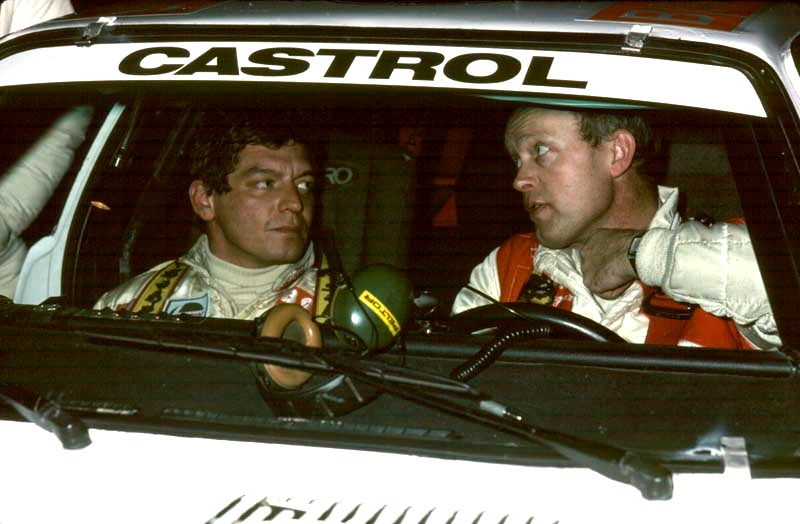
Waldegard y su copiloto Franz Wurz en 1984.

#### 1980
En 1980 Ford se retiró del mundial por lo que Waldegard se quedó sin equipo, sin embargo varias marcas estuvieron interesados en él y de esta manera compitió con varios equipos a lo largo del año. Las dos primeras citas del calendario, Montecarlo y Suecia las disputó con un Fiat 131 Abarth logrando la tercera posición en ambas. Posteriormente volvió al Mercedes 450 SLC con el que ya había competido pero solo pudo marcar un cuarto puesto como mejor resultado en Portugal, sumado a un décimo en el Safari y un abandono en el Acrópolis. Para Argentina y Nueva Zelanda cambió el 450 por el 500 SLC y fue segundo y quinto respectivamente. En Gran Bretaña compitió con un Toyota Celica donde abandonó y finalmente en el Costa de Marfil se inscribió de nuevo con el Mercedes 500 con el que logró la victoria. Ese año terminó tercero en el mundial de pilotos.

#### Toyota (1981-1991)

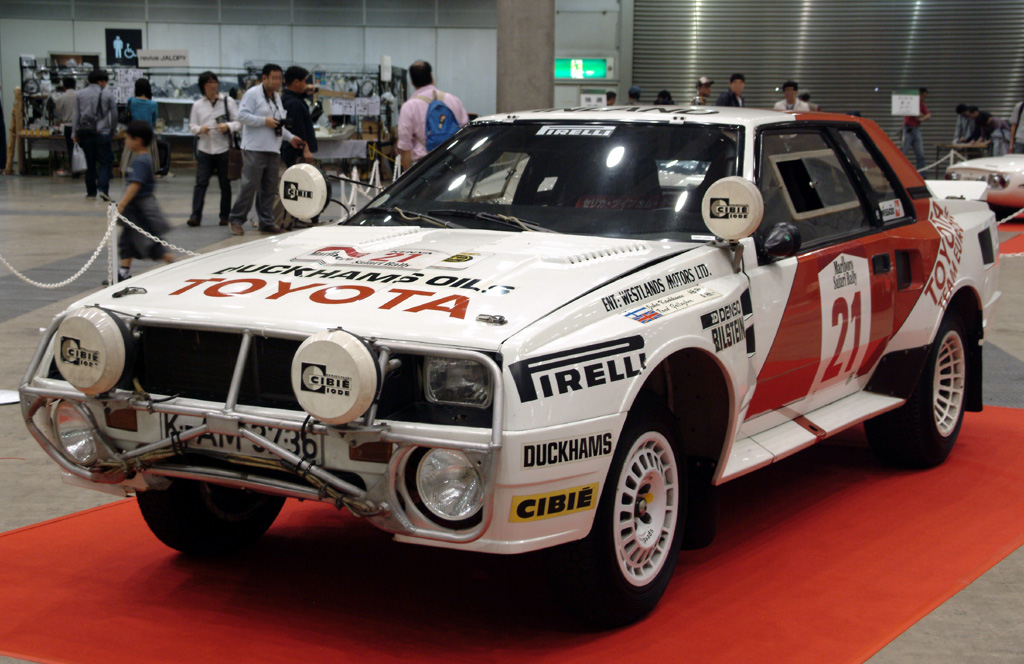
Toyota Celica Twin Cam Turbo con el que Juha Kankkunen participó en el Safari de 1984. Bjorn Waldegard lograría cuatro victorias con uno similar entre 1983 y 1986, todas en África.

Para 1981 ficha por Toyota aunque en Montecarlo participó con un Ford Escort RS donde fue octavo. Con la marca japonesa corre con un Toyota Celica 2000 GT con el que solo puede ser tercero en Portugal y noveno en Finlandia. Estos resultados sumados a cuatro abandonos solo le permiten ser décimo octavo en el certamen de pilotos. En 1982 solo realizó un programa de cinco pruebas. De nuevo arrancó la temporada inscribiéndose en el Montecarlo como privado, en esta ocasión con un Porsche 911 y con el que terminó en la posición 92. Con Toyota participó en Portugal donde abandonó, en Nueva Zelanda donde consiguió la victoria, en el Costa de Marfil donde fue tercero y en Gran Bretaña donde terminó en la séptima posición. Ese año terminó sexto en la clasificación final del campeonato. En 1983 el programa con la marca nipona volvió a reducirse y solo disputó tres pruebas. En Finlandia corrió con el Toyota Celica Twin Cam Turbo de grupo B con el que fue décimo segundo y en San Remo corrió con un Ferrari 308 GTB privado con el que no pudo finalizar debido a una rotura en el motor. Acudió al Costa de Marfil de nuevo con el Celica donde logró la victoria, la primera de cuatro que conseguiría con el coche. La última cita del año, en Gran Bretaña se saldó con un abandono por avería en el motor. En 1984 siguió disputando el mundial con el Celica Twin Cam Turbo que la marca todavía estaba desarrollando. Corrió tres pruebas en Europa, Portugal, Finlandia y Gran Bretaña donde sumó tres abandonos. Sin embargo los desplazamientos a otros continentes resultaron más gratos donde sumó un quinto en Nueva Zelanda y repitió victoria en África subiendo a lo más alto del podio en el Safari, prueba que no ganaba desde 1977. En 1985 no consiguió ningún triunfo pero sumó dos segundos puestos en Costa de Marfil y Safari, en ambas ocasiones por detrás de su compañero de equipo Juha Kankkunen, pero se retiró en Nueva Zelanda, Gran Bretaña y logró un séptimo puesto en Finlandia. En 1986 con copiloto nuevo (Fred Gallagher) solo disputó tres pruebas, sin embargo, logró la victoria en el Safari y Costa de Marfil, con un Celica que se mostraba imbatible en África pero débil fuera del continente. La tercera prueba fue el Rally Olympus donde terminó quinto. En 1987 con la prohibición de los grupo B, compite las mismas pruebas que el año anterior en esta ocasión con un Toyota Supra de grupo A. Los resultados sin embargo fueron muy diferentes. Abandonó en las citas africanas y fue sexto en el Olympus. En 1988 corrió el Safari y dos pruebas en Europa. En África fue séptimo y en vista del resultado el equipo le ofrece correr con un Toyota Celica GT-4; con él participó en el Acrópolis abandonando por rotura de la transmisión y en Gran Bretaña donde consiguió ser tercero. Al año siguiente disputó el Montecarlo y Portugal con el GT-Four donde sumó dos abandonos. Acudió al Safari de nuevo con el Supra donde pudo mejorar el resultado del año anterior al terminar en la cuarta plaza.
Sus últimos años en el mundial solo participó en el Safari. En 1990 de nuevo con el Celica GT-4 logró su última victoria en el mundial, la número dieciséis y estableciendo además el récord de ser el piloto de mayor edad en ganar una prueba del campeonato con 46 años y 155 días. En 1991 fue cuarto con el Celica y en 1992, en su última participación en el mundial participó en el Safari con un Lancia Delta Integrale con el que sufrió un accidente que le provocó una rotura en un brazo lo que hizo que abandonara definitivamente el mundial.

### Otras competiciones

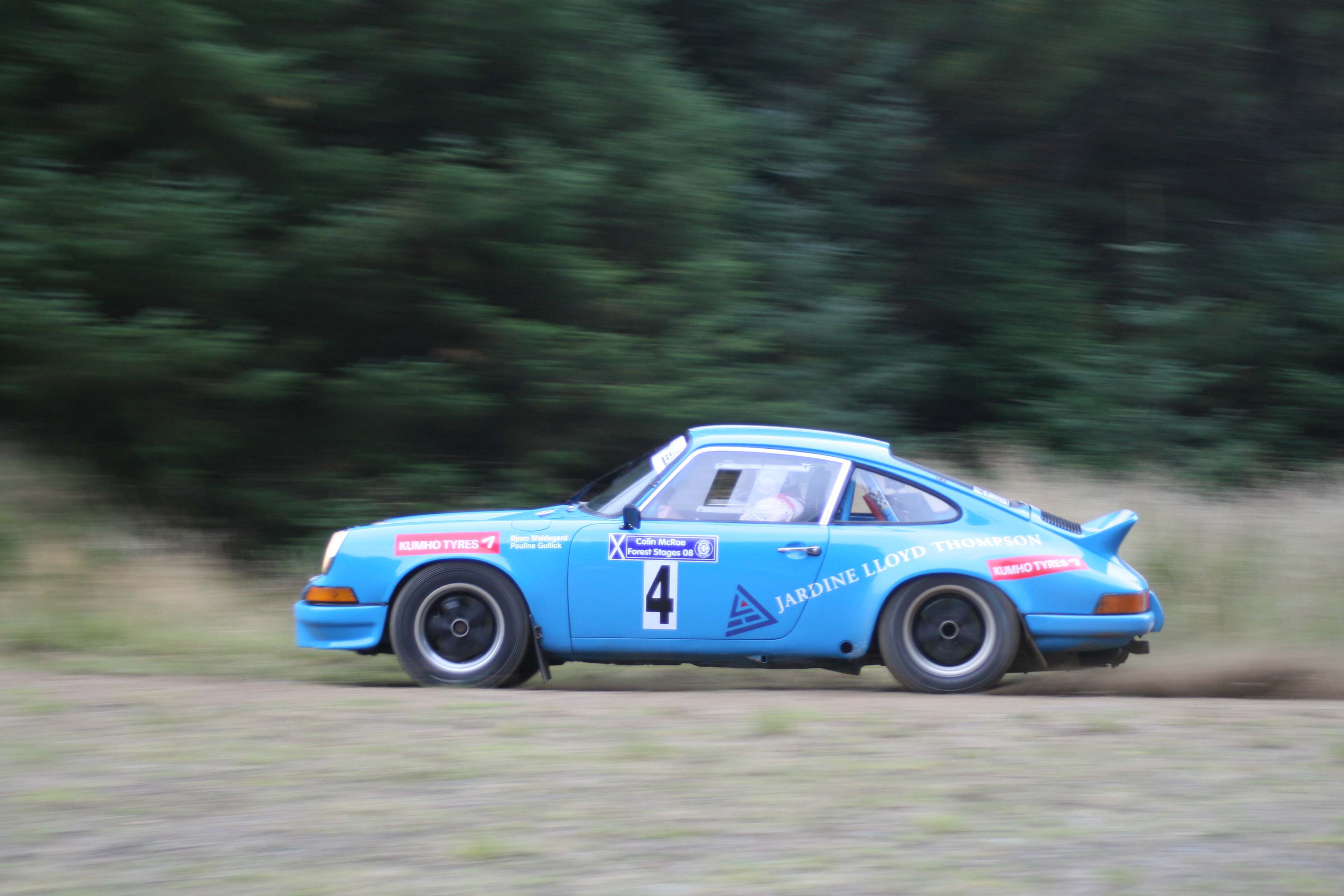
Waldegard en 2008 participando en el Colin McRae Forest Stages Rally con un Porsche 911.

Además del mundial de rally, Waldegård participó en diversas ocasiones el Rally Dakar. En 1990 corrió con el equipo Peugeot finalizando segundo por detrás de su compañero Ari Vatanen. Logró además victorias en diversas pruebas internacionales como el Hong Kong – Pekín en 1979 y 1987 o el Rally de Históricos de Ypres en 1996 y 1998 con un Porsche 911. Participó además en el Rally Safari de Clásicos en varias ocasiones siendo vencedor en dos ocasiones (2007 y 2011) y teniendo a su hijo como copiloto.

## Resultados

### Campeonato del Mundo de Rally
| Año           | Equipo                    | Automóvil              | 1       | 2       | 3       | 4       | 5       | 6       | 7       | 8     | 9       | 10      | 11      | 12      | 13    | 14  | Posic. | Puntos |
| ------------- | ------------------------- | ---------------------- | ------- | ------- | ------- | ------- | ------- | ------- | ------- | ----- | ------- | ------- | ------- | ------- | ----- | --- | ------ | ------ |
| 1973          | Fiat                      | Fiat 124 Abarth        | MON Ret |         | POR Ret |         | MAR Ret |         |         |       |         |         |         |         |       |     | -      | -      |
| 1973          | Volkswagen / Porsche      | Volkswagen 1303S       |         | SWE 6   |         |         |         |         |         |       |         |         |         |         |       |     | -      | -      |
| 1973          | Porsche                   | Porsche 911            |         |         |         | SAF Ret |         |         |         |       |         |         |         |         |       |     | -      | -      |
| 1973          | BMW Motorsport            | BMW 2002               |         |         |         |         |         | GRE Ret | POL     | FIN   |         | SRE 51  | USA     | GBR 7   | COR   |     | -      | -      |
| 1973          | BMW Motorsport            | BMW 2002 TII           |         |         |         |         |         |         |         |       | AUT 4   |         |         |         |       |     | -      | -      |
| 1974          | Team Toyota               | Toyota Celica          | POR Ret |         |         |         |         |         |         |       |         |         |         |         |       |     | -      | -      |
| 1974          | Porsche                   | Porsche 911            |         | SAF 2   |         |         |         |         |         |       |         |         |         |         |       |     | -      | -      |
| 1974          | GM Aterforsaljare         | Opel Ascona            |         |         | FIN 10  | SRE     | CAN     | USA     |         |       |         |         |         |         |       |     | -      | -      |
| 1974          | Dealer Team Toyota        | Toyota Corolla         |         |         |         |         |         |         | GBR 4   | COR   |         |         |         |         |       |     | -      | -      |
| 1975          | Lancia Alitalia           | Lancia Stratos HF      | MON     | SWE 1   | SAF 3   | GRE Ret |         |         |         | SRE 1 | COR     | GBR Ret |         |         |       |     | -      | -      |
| 1975          | Fiat S.p.A.               | Fiat Abarth 124 Rallye |         |         |         |         | MAR Ret |         |         |       |         |         |         |         |       |     | -      | -      |
| 1975          | Björn Waldegård           | Toyota Corolla         |         |         |         |         |         | POR Ret | FIN     |       |         |         |         |         |       |     | -      | -      |
| 1976          | Lancia Alitalia           | Lancia Stratos HF      | MON 2   | SWE Ret | POR     | SAF Ret | GRE Ret | MAR     | FIN     | SRE 1 | COR     |         |         |         |       |     | -      | -      |
| 1976          | Björn Waldegård           | Ford Escort RS1800     |         |         |         |         |         |         |         |       |         | GBR 3   |         |         |       |     | -      | -      |
| 1977          | Ford Motor Co Ltd.        | Ford Escort RS1800     | MON     | SWE     | POR 2   | SAF 1   | NZL     | GRE 1   | FIN 3   | CAN   | SRE 5   | COR     | GBR 1   |         |       |     | -      | -      |
| 1978          | Ford Motor Co Ltd.        | Ford Escort RS1800     | MON     | SWE 1   |         | POR Ret | GRE     | FIN     | CAN     | SRE   | CDM     | COR     |         |         |       |     | -      | -      |
| 1978          | Eaton Yale                | Ford Escort RS1800     |         |         |         |         |         |         |         |       |         |         | GBR 2   |         |       |     | -      | -      |
| 1978          | Martini Porsche           | Porsche 911            |         |         | SAF 4   |         |         |         |         |       |         |         |         |         |       |     | -      | -      |
| 1979          | Ford Motor Co Ltd.        | Ford Escort RS1800     | MON 2   | SWE 2   | POR 2   |         | GRE 1   | NZL     | FIN 3   | CAN 1 | SRE     | COR     | GBR 9   |         |       |     | 1º     | 112    |
| 1979          | D.T. Dobie / Daimler-Benz | Mercedes 450 SLC 5.0   |         |         |         | SAF 6   |         |         |         |       |         |         |         |         |       |     | 1º     | 112    |
| 1979          | Daimler-Benz              | Mercedes 450 SLC 5.0   |         |         |         |         |         |         |         |       |         |         |         | CDM 2   |       |     | 1º     | 112    |
| 1980          | Fiat Italia               | Fiat 131 Abarth        | MON 3   |         |         |         |         |         |         |       |         |         |         |         |       |     | 3.º    | 63     |
| 1980          | Fiat Sweden               | Fiat 131 Abarth        |         | SWE 3   |         |         |         |         |         |       |         |         |         |         |       |     | 3.º    | 63     |
| 1980          | Daimler-Benz              | Mercedes 450 SLC 5.0   |         |         | POR 4   | SAF 10  | GRE Ret |         |         |       |         |         |         |         |       |     | 3.º    | 63     |
| 1980          | Daimler-Benz              | Mercedes 500 SLC       |         |         |         |         |         | ARG Ret | FIN     | NZL 5 | SRE     | COR     |         |         |       |     | 3.º    | 63     |
| 1980          | Toyota Team Great Britain | Toyota Celica 2000GT   |         |         |         |         |         |         |         |       |         |         | GBR Ret |         |       |     | 3.º    | 63     |
| 1980          | SEACI                     | Mercedes 500 SLC       |         |         |         |         |         |         |         |       |         |         |         | CDM 1   |       |     | 3.º    | 63     |
| 1981          | Publimmo Racing           | Ford Escort RS1800     | MON 8   | SWE     |         |         |         |         |         |       |         |         |         |         |       |     | 18.º   | 17     |
| 1981          | Toyota Team Europe        | Toyota Celica 2000GT   |         |         | POR 3   | SAF     | COR Ret | GRE Ret | ARG     | BRA   | FIN 9   | SRE     |         |         |       |     | 18.º   | 17     |
| 1981          | Premoto Toyota            | Toyota Celica 2000GT   |         |         |         |         |         |         |         |       |         |         | CDM Ret |         |       |     | 18.º   | 17     |
| 1981          | Toyota Team Great Britain | Toyota Celica 2000GT   |         |         |         |         |         |         |         |       |         |         |         | GBR Ret |       |     | 18.º   | 17     |
| 1982          | Eminence Alméras          | Porsche 911 SC         | MON Ret | SWE     |         |         |         |         |         |       |         |         |         |         |       |     | 6.º    | 36     |
| 1982          | Toyota Team Europe        | Toyota Celica 2000GT   |         |         | POR Ret | SAF     | COR     | GRE     |         |       |         |         |         |         |       |     | 6.º    | 36     |
| 1982          | Toyota New Zealand        | Toyota Celica 2000GT   |         |         |         |         |         |         | NZL 1   | BRA   | FIN     | SRE     |         |         |       |     | 6.º    | 36     |
| 1982          | Premoto Toyota            | Toyota Celica 2000GT   |         |         |         |         |         |         |         |       |         |         | CDM 3   |         |       |     | 6.º    | 36     |
| 1982          | Toyota Team Great Britain | Toyota Celica 2000GT   |         |         |         |         |         |         |         |       |         |         |         | GBR 7   |       |     | 6.º    | 36     |
| 1983          | Toyota                    | Toyota Celica TCT      | MON     | SWE     | POR     | SAF     | COR     | GRE     | NZL     | ARG   | FIN 12  |         | CDM 1   | GBR Ret |       |     | 11.º   | 20     |
| 1983          | ProMotor Sport            | Ferrari 308 GTB        |         |         |         |         |         |         |         |       |         | SRE Ret |         |         |       |     | 11.º   | 20     |
| 1984          | Toyota                    | Toyota Celica TCT      | MON     | SWE     | POR Ret | SAF 1   | COR     | GRE     | NZL 5   | ARG   | FIN Ret | SRE     | CDM     | GBR Ret |       |     | 8.º    | 28     |
| 1985          | Toyota                    | Toyota Celica TCT      | MON     | SWE     | POR     | SAF 2   | COR     | GRE     | NZL Ret | ARG   | FIN 7   | SRE     | CDM 2   | GBR Ret |       |     | 8.º    | 34     |
| 1986          | Toyota                    | Toyota Celica TCT      | MON     | SWE     | POR     | SAF 1   | COR     | GRE     | NZL     | ARG   | FIN     | CDM 1   | SRE     | GBR     | USA 5 |     | 4.º    | 48     |
| 1987          | Toyota                    | Toyota Supra           | MON     | SWE     | POR     | SAF Ret | COR     | GRE     | USA 6   | NZL   | ARG     | FIN     | CDM Ret | SRE     | GBR   |     | 39.º   | 6      |
| 1988          | Toyota                    | Toyota Supra Turbo     | MON     | SWE     | POR     | SAF 7   | COR     |         |         |       |         |         |         |         |       |     | 17.º   | 16     |
| 1988          | Toyota                    | Toyota Celica GT-Four  |         |         |         |         |         | GRE Ret | USA     | NZL   | ARG     | FIN     | CDM     | SRE     | GBR 3 |     | 17.º   | 16     |
| 1989          | Toyota                    | Toyota Celica GT-Four  | SWE     | MON Ret | POR Ret |         |         |         |         |       |         |         |         |         |       |     | 29º    | 10     |
| 1989          | Toyota                    | Toyota Supra Turbo     |         |         |         | SAF 4   | COR     | GRE     | NZL     | ARG   | FIN     | AUS     | SRM     | CDM     | GBR   |     | 29º    | 10     |
| 1990          | Toyota                    | Toyota Celica GT-Four  | MON     | POR     | SAF 1   | COR     | GRC     | NZL     | ARG     | FIN   | AUS     | SRM     | CDM     | GBR     |       |     | 12.º   | 20     |
| 1991          | Toyota                    | Toyota Celica GT-Four  | MON     | SWE     | POR     | SAF 4   | COR     | GRC     | NZL     | ARG   | FIN     | AUS     | SRM     | CDM     | ESP   | GBR | 26º    | 10     |
| 1992          | Martini Racing            | Lancia Delta Integrale | MON     | SWE     | POR     | SAF Ret | COR     | GRC     | NZL     | ARG   | FIN     | AUS     | SRM     | CDM     | ESP   | GBR | -      | 0      |
| [ 12 ] [ 13 ] |                           |                        |         |         |         |         |         |         |         |       |         |         |         |         |       |     |        |        |

### Victorias en el Campeonato Mundial de Rally
| #  | Rally                              | Año  | Copiloto         | Vehículo              |
| -- | ---------------------------------- | ---- | ---------------- | --------------------- |
| 1  | 25th International Swedish Rally   | 1975 | Hans Thorszelius | Lancia Stratos HF     |
| 2  | 17.º Rallye Sanremo                | 1975 | Hans Thorszelius | Lancia Stratos HF     |
| 3  | 18.º Rallye Sanremo                | 1976 | Hans Thorszelius | Lancia Stratos HF     |
| 4  | 25th Safari Rally                  | 1977 | Hans Thorszelius | Ford Escort RS1800    |
| 5  | 24th Acropolis Rally               | 1977 | Hans Thorszelius | Ford Escort RS1800    |
| 6  | 26th Lombard RAC Rally             | 1977 | Hans Thorszelius | Ford Escort RS1800    |
| 7  | 28th International Swedish Rally   | 1978 | Hans Thorszelius | Ford Escort RS1800    |
| 8  | 26th Acropolis Rally               | 1979 | Hans Thorszelius | Ford Escort RS1800    |
| 9  | 7ème Critérium Molson du Québec    | 1979 | Hans Thorszelius | Ford Escort RS1800    |
| 10 | 12ème Rallye Côte d'Ivoire         | 1980 | Hans Thorszelius | Mercedes 500 SLC      |
| 11 | 12th Motogard Rally of New Zealand | 1982 | Hans Thorszelius | Toyota Celica 2000GT  |
| 12 | 15ème Rallye Côte d'Ivoire         | 1983 | Hans Thorszelius | Toyota Celica TCT     |
| 13 | 32nd Marlboro Safari Rally         | 1984 | Hans Thorszelius | Toyota Celica TCT     |
| 14 | 34th Marlboro Safari Rally Kenia   | 1986 | Fred Gallagher   | Toyota Celica TCT     |
| 15 | 18ème Rallye Côte d'Ivoire         | 1986 | Fred Gallagher   | Toyota Celica TCT     |
| 16 | 38th Marlboro Safari Rally Kenia   | 1990 | Fred Gallagher   | Toyota Celica GT-Four |

### Victorias en pruebas internacionales
| Año    | Rally                                  | Vehículo              |
| ------ | -------------------------------------- | --------------------- |
| 1969   | 38ème Rallye Automobile de Monte-Carlo | Porsche 911 S         |
| 1970   | 39ème Rallye Automobile de Monte-Carlo | Porsche 911 S         |
| 1970   | 21st International Swedish Rally       | Porsche 911 S         |
| 1970   | 41. Österreichische Alpenfahrt         | Porsche 911 S         |
| 1988   | 16th Cyprus Rally                      | Toyota Celica GT-Four |
| 2007   | East African Safari Rally Classic      | Ford Escort MKI       |
| 2011   | East African Safari Rally Classic      | Porsche 911           |
| [ 13 ] |                                        |                       |

| Predecesor: - | Campeón Mundial de Rally 1979 | Sucesor: Walter Röhrl |

### Rally Dakar
| Año     | Clase  | Vehículo | Copiloto             | Posición | Victorias |
| ------- | ------ | -------- | -------------------- | -------- | --------- |
| 1990    | Coches | Peugeot  | Jean-Claude Morellet | 2.º      | 3         |
| 1991    | Coches | Citroen  | Fred Gallagher       | Ret.     | -         |
| 1992    | Coches | Citroen  | Fred Gallagher       | 4.º      | 1         |
| Fuente: |        |          |                      |          |           |